# Television
Television – amerykański zespół rockowy. W połowie lat 70. – obok takich grup jak: Patti Smith Group, Ramones, Blondie czy Talking Heads – stanowił część powstającej w Nowym Jorku sceny punkrockowej.

## Historia
Został utworzony w 1973 w Nowym Jorku przez byłych członków The Neon Boys: wokalistę/gitarzystę Toma Verlaine'a, basistę Richarda Hella i perkusistę Billy'ego Ficcę do których dołączył gitarzysta Richard Lloyd.
Muzycy zadebiutowali rok później w nowojorskim "Townhouse Theater", następnie dzięki Verlaine'owi, który przekonał Hilly'ego Kristala – właściciela klubu "CBGB" (w następnych latach miejsce to stało się kolebką zespołów punkrockowych, nowofalowych i hardcore'owych) – rozpoczęli tam granie regularnych koncertów.
W 1975 zespół przy pomocy Briana Eno nagrał demo dla wytwórni Island Records, która jednak nie zdecydowała się podpisać z nim kontraktu. W tym samym roku Televison opuścił Hell, aby z byłymi muzykami New York Dolls: gitarzystą Johnnym Thundersem i perkusistą Jerrym Nolanem utworzyć The Heartbreakers. Na jego miejsce dołączył Fred Smith z grupy Blondie. W tak uformowanym składzie zespół nagrał debiutanckiego singla "Little Johnny Jewel" wydanego przez małą wytwórnię Ork Records.
W 1976 członkowie Television podpisali kontrakt z wytwórnią Elektra Records i rozpoczęli pracę nad pierwszą płytą Marquee Moon, która została wydana na początku następnego roku. Album nie zwrócił uwagi szerszej publiczności i nie zmieniło tego nawet wspólne tournée w 1977 razem z Blondie.
Wiosną 1978 został wydany drugi album Adventure, który sprzedawał się lepiej, niż Marquee Moon. Kilka miesięcy później w wyniku spięć pomiędzy Verlaine'em i Lloydem działalność zespołu została zawieszona. Obaj rozpoczęli kariery solowe, Smith dołączył do Verlaine'a, natomiast Ficca do The Waitresses.
Pod koniec 1991 Verlaine, Lloyd, Smith i Ficca reaktywowali Television i przystąpili do prac nad trzecią płytą Television, która ukazała się w barwach wytwórni Capitol Records w 1992. W tym samym roku muzycy wzięli udział w "Glastonbury Festival" w Wielkiej Brytanii. Zespół ponownie zawiesił działalność na początku 1993. 
W 2001 Television wznowiło działalność koncertową. 
W 2003 został wydany album koncertowy Live at the Old Waldorf (nagrany w San Francisco 20 czerwca 1978).
W 2007 Richarda Lloyda zastąpił gitarzysta Jimmy Rip.

## Muzycy

### Obecni członkowie
- Tom Verlaine – śpiew, gitara (1973-1978; 1991-1993; od 2001)
- Fred Smith – gitara basowa, śpiew (1975-1978; 1991-1993; od 2001)
- Billy Ficca – perkusja (1973-1978; 1991-1993; od 2001)
- Jimmy Rip – gitara (od 2007)

### Byli członkowie
- Richard Hell – gitara basowa, śpiew (1973-1975)
- Richard Lloyd – gitara, śpiew (1973-1978; 1991-1993; 2001-2007)

## Dyskografia

### Albumy studyjne
- Marquee Moon (1977)
- Adventure (1978)
- Television (1992)

### Albumy koncertowe
- The Blow-Up (1982)
- Live at the Old Waldorf (2003)

### Single
- "Little Johnny Jewel, Part One" / "Little Johnny Jewel, Part Two" (1975)
- "Glory" / "Ain't That Nothin'" (1978)